# Neuontobotrys frutescens
Neuontobotrys frutescens är en korsblommig växtart som först beskrevs av John Gillies, William Jackson Hooker och George Arnott Walker Arnott, och fick sitt nu gällande namn av Al-shehbaz. Neuontobotrys frutescens ingår i släktet Neuontobotrys och familjen korsblommiga växter. Inga underarter finns listade i Catalogue of Life.